# Freziera incana
Espèce
Classification phylogénétique
Statut de conservation UICN

 VU  : Vulnérable
Freziera incana est une espèce de plantes à fleurs du genre Freziera de la famille des Theaceae, selon la classification classique, et des Pentaphylacaceae, selon la classification phylogénétique.